# Īmān bint 'Abd Allāh
Īmān bint 'Abd Allāh (in arabo إيمان بنت عبدالله; Amman, 27 settembre 1996) è una principessa giordana.

## Biografia
La principessa ha frequentato l'Accademia Internazionale di Amman (IAA) con la cugina paterna, Muna Juma. Il 4 giugno 2014 si è diplomata al''IAA ed è stata premiata come la migliore atleta femminile della sua classe.  
Ha studiato all'Università di Georgetown di Washington, la stessa università frequentata da suo fratello, il principe ereditario Husayn, e si è laureata in alla Parsons The New School For Design a New York.

### Matrimonio
Il 6 luglio 2022 è stato annunciato il fidanzamento ufficiale della principessa Īmān con Jameel Aléxandros Thermiótis (n. 1994 in Caracas). Il 12 marzo 2023 la principessa Īmān e Jameel si sono sposati nel Palazzo Beit Al Urdun, Amman.
Il 24 gennaio 2025 è stato annunciato che stavano aspettando il loro primo figlio. Il 16 febbraio 2025 è nata Amina Thermióti, sua prima figlia, all'Ospedale Hashem bin Abdullah II di Aqaba.

## Titoli e trattamento
- 27 settembre 1996 – oggi: Sua Altezza Reale la Principessa Īmān di Giordania

## Ascendenza
La principessa Īmān, membro della famiglia reale giordana, appartiene alla quarantaduesima generazione dei diretti discendenti del profeta Maometto.
|                           |   |                        | Genitori                                   |  |  | Nonni |  |  | Bisnonni           |  |  | Trisnonni                |  |
|                           |   |                        |                                            |  |  |       |  |  | Talal di Giordania |  |  | Abd Allah I di Giordania |  |
|                           |   |                        |                                            |  |  |       |  |  | Talal di Giordania |  |  | Abd Allah I di Giordania |  |
|                           |   | Musba bint Nāṣir       |                                            |  |  |       |  |  | Talal di Giordania |  |  |                          |  |
| Husayn di Giordania       |   |                        |                                            |  |  |       |  |  | Talal di Giordania |  |  |                          |  |
|                           |   | Zayn al-Sharaf Talal   | Jamal 'Ali ibn Nāṣir, Sceriffo della Mecca |  |  |       |  |  |                    |  |  |                          |  |
|                           |   | Zayn al-Sharaf Talal   | Jamal 'Ali ibn Nāṣir, Sceriffo della Mecca |  |  |       |  |  |                    |  |  |                          |  |
|                           |   | Zayn al-Sharaf Talal   | Wijdan Shakir Pascià                       |  |  |       |  |  |                    |  |  |                          |  |
| Abd Allah II di Giordania |   | Zayn al-Sharaf Talal   |                                            |  |  |       |  |  |                    |  |  |                          |  |
|                           |   | Walter Percy Gardiner  | Arthur Gardiner                            |  |  |       |  |  |                    |  |  |                          |  |
|                           |   | Walter Percy Gardiner  | Arthur Gardiner                            |  |  |       |  |  |                    |  |  |                          |  |
|                           |   | Walter Percy Gardiner  | Mabel Jane Tovell                          |  |  |       |  |  |                    |  |  |                          |  |
| Antoinette Avril Gardiner |   | Walter Percy Gardiner  |                                            |  |  |       |  |  |                    |  |  |                          |  |
|                           |   | Doris Elizabeth Sutton | Arthur Sutton                              |  |  |       |  |  |                    |  |  |                          |  |
|                           |   | Doris Elizabeth Sutton | Arthur Sutton                              |  |  |       |  |  |                    |  |  |                          |  |
|                           |   | Doris Elizabeth Sutton | Dora Elizabeth Alderton                    |  |  |       |  |  |                    |  |  |                          |  |
| Īmān di Giordania         |   | Doris Elizabeth Sutton |                                            |  |  |       |  |  |                    |  |  |                          |  |
|                           | … | …                      |                                            |  |  |       |  |  |                    |  |  |                          |  |
|                           | … | …                      |                                            |  |  |       |  |  |                    |  |  |                          |  |
|                           | … | …                      |                                            |  |  |       |  |  |                    |  |  |                          |  |
| Fayṣal Ṣidqī al-Yāsīn     | … |                        |                                            |  |  |       |  |  |                    |  |  |                          |  |
|                           |   | …                      | …                                          |  |  |       |  |  |                    |  |  |                          |  |
|                           |   | …                      | …                                          |  |  |       |  |  |                    |  |  |                          |  |
|                           |   | …                      | …                                          |  |  |       |  |  |                    |  |  |                          |  |
| Rania al-Yāsīn            |   | …                      |                                            |  |  |       |  |  |                    |  |  |                          |  |
|                           |   | Ali al-Rasikh          | Ibrahim al-Rasikh                          |  |  |       |  |  |                    |  |  |                          |  |
|                           |   | Ali al-Rasikh          | Ibrahim al-Rasikh                          |  |  |       |  |  |                    |  |  |                          |  |
|                           |   | Ali al-Rasikh          | …                                          |  |  |       |  |  |                    |  |  |                          |  |
| Ilham al-Rasikh           |   | Ali al-Rasikh          |                                            |  |  |       |  |  |                    |  |  |                          |  |
|                           |   | …                      | …                                          |  |  |       |  |  |                    |  |  |                          |  |
|                           |   | …                      | …                                          |  |  |       |  |  |                    |  |  |                          |  |
|                           |   | …                      | …                                          |  |  |       |  |  |                    |  |  |                          |  |
|                           |   | …                      |                                            |  |  |       |  |  |                    |  |  |                          |  |